# ガギエル
ガギエル (Gaghiel) は、魚を司る天使の1人である。『オザル・ミドラシム』(Ozar Midrashim) によると、第6天を守護する天使である。